# Três santas do Desterro

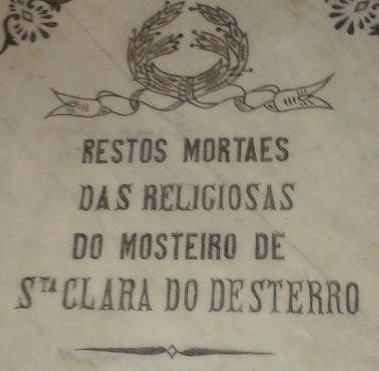
Ossuário das monjas clarissas do Convento do Desterro

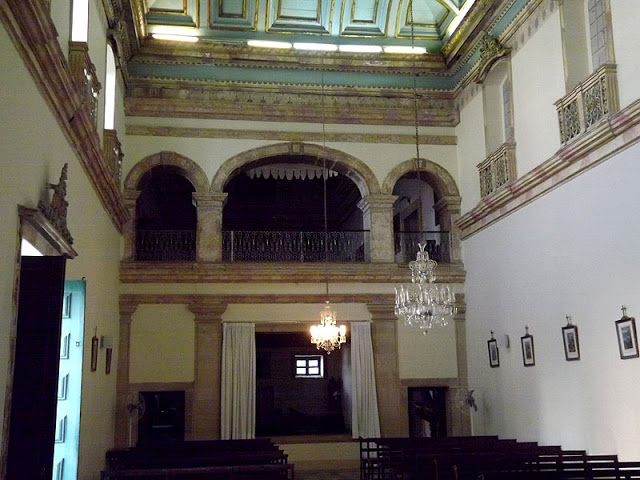
Coro de baixo, onde estão sepultadas as monjas clarissas do Convento do Desterro

As três santas do Desterro são três das monjas baianas do Convento de Santa Clara do Desterro, em Salvador, que entraram neste convento no período entre setembro de 1686 e fevereiro de 1687, tornando-se companheiras nas práticas penitenciais e na oração e que faleceram com fama de santidade. São elas, a Madre Vitória da Encarnação, a mais célebre dentre elas, muito conhecida pelos seus dons extraordinários e falecida em 1715; a Madre Maria da Soledade, falecida em 1719; e a Madre Margarida da Coluna, falecida em 1743. 
A Madre Vitória da Encarnação e a Madre Maria da Soledade nasceram em Salvador, na Bahia. A primeira em 1661 e a segunda em 1668. A Madre Margarida da Coluna (segunda naquele mosteiro com este nome) nasceu na cidade baiana de Cairu, em 1668. As três tiveram suas biografias transcritas no “Novo orbe seráfico brasílico ou Crônica dos frades menores da província do Brasil”, obra de Frei Antônio de Santa Maria Jaboatão. 
Falando da Madre Maria da Soledade, escreveu Frei Jaboatão:
A saudosa e veneranda recordação da Madre Victoria, se segue a da religiosa, e também veneranda Soror Maria da Soledade, companheira sua nos exercícios da virtude e exemplar da vida.
E sobre a Madre Margarida da Coluna:
Foi companheira nas penitências da Madre Victória, e em velarem toda a noite, e dia no coro nas mais devoções, e as ficou continuando depois de morta a companheira.
E ainda: 
Nestes santos exercícios... todas três floreceram ao mesmo tempo, ficando por morte da Madre Victoria as duas companheiras a Madre Maria da Soledade, e a Madre Margarida da Coluna.
O “Novo orbe seráfico brasílico” cita ainda outras veneráveis religiosas do Convento do Desterro com provável fama de santidade e os corpos de algumas delas, por ocasião da exumação, teriam sido encontrados incorruptos (conforme a tradição popular), contudo a Madre Vitória da Encarnação é a mais célebre delas, seguida por suas duas companheiras na penitência e oração. 
Em 1730, já escrevia sobre as virtuosas religiosas deste convento, Sebastião da Rocha Pita, no seu livro História da América Portuguesa:
Foi crescendo com o amor de Deus a pureza nas religiosas em tal grau, que competiam em santidade, e faleceram algumas admiráveis em prodigiosa penitência e com notável opinião, entre as quais se conta a madre Soror Victória da Encarnação, cuja vida anda escrita por ilustríssima pena, que foi a do senhor D. Sebastião Monteiro da Vide, arcebispo da Bahia, que com voos de águia soube registrar as luzes daquele extático sol.